# فاروق سعيد عبد العظيم
لواء أركان حرب / فاروق سعيد عبد العظيم هو قائد عسكري مصري, من مواليد محافظة القاهرة 10 نوفمبر 1936. التحق بالكلية الحربية في سنة 1953 وتخرج في دفعة 1956 لدواعي العدوان الثلاثي علي مصر. تخصص في سلاح المدرعات وخاض عدة حروب أهمها حرب 1967 وحرب أكتوبر كقائد كتيبة مدرعات الجيش الثاني الميداني. تدرج بالمناصب التشكيلية وشغل مناصب قيادية من أهمها قيادة الفرقة 21 مدرع وقيادة المنطقة العسكرية المركزية, ثم رئاسة هيئة التنظيم والإدارة والتي كانت آخر مناصبه العسكرية, وتولى بعدها رئاسة الجهاز المركزي للتعبئة العامة والإحصاء.